# 日林齊 (特諾皮爾州)
48°53′2″N 26°0′48″E / 48.88389°N 26.01333°E
日林齊（羅馬化：Zhylyntsi）是位於烏克蘭西部特諾皮爾州喬爾特基夫區博爾希夫市鎮的村莊，處於尼奇拉瓦河畔，面積2.11平方公里，海拔高度251米，2001年人口404。